# Cinéma dada
Le cinéma dada a connu son apogée entre les années 1921 et 1923, bien que des films dada aient été produits jusqu'en 1928. Avec comme principal fil conducteur la déconstruction du sujet, soit de l'intrigue et du personnage, le cinéma dada se veut avant tout une expérimentation esthétique, d'où son rattachement aux expressions artistiques de l'avant-garde. On retrouve parmi ses principales caractéristiques l'abstraction, le renversement de dogmes iconographiques, la géométrie des formes et l'érotisme des corps. Le cinéma a pu servir de matrice au constructivisme et au surréalisme. Néanmoins, il s'oppose au cinéma surréaliste, dans lequel une certaine narrativité demeure même si les intrigues sont déconstruites.
Hans Richter a proposé a posteriori un corpus de films dada qui comprend parmi les plus connus Symphonie diagonale, de Viking Eggeling, Rythme 21 de Hans Richter, Entr’acte de René Clair et Francis Picabia, Retour à la raison et
Emak Bakia, de Man Ray, et Ballet mécanique, de Fernand Léger.
Le cinéma dada se développe pendant la période 1921-1923, mais a nourri une veine expérimentale qui se déploie ultérieurement et qu'on retrouve dans le cinéma néo-dada américain de la fin des années 1950 aux débuts des années 1960, par exemple dans les happenings d'Allan Kaprow.

## Corpus
- Rythme 21, Hans Richter, 1921, 35mm, n/b, muet, 3’30
- Symphonie diagonale, Viking Eggeling, 1921, 35mm, n/b, muet, 7’
- Entr’acte, René Clair et Francis Picabia, 1924, 35mm, n/b, sonore, 20’
- Ballet mécanique, Fernand Léger et Dudley Murphy, 1924, 35mm, n/b, sonore, 14’
- Filmstudie, Hans Richter, 1926, 35mm, n/b, sonore, 3’30
- Vormittagsspuk (Fantômes avant déjeuner), Hans Richter, 1927, 35mm, n/b, sonore, 6’
- Le Retour à la raison, Man Ray, 1923, 35mm, n/b, muet, 2’
- Emak Bakia, Man Ray, 1926, 35mm, n/b, muet, 17’
- Anemic cinéma, Marcel Duchamp, 1926, 35mm, n/b, muet, 7’

## Sources
- Aliénor Ballangé, « Philippe-Alain Michaud, « Le cinéma dada a surtout nourri le cinéma expérimental... » », Séquences Inc., no 277,‎ mars-avril 2012 (lire en ligne)
- Philippe-Alain Michaud, « La chasse au sujet : sur le cinéma dada », Cahiers du Musée national d'art moderne, vol. 88,‎ 2004, p. 86-91 (ISSN 0181-1525)
- Dominique Chateau, « Autour de Marcel Duchamp filmé: le cinéma désinvolte », Figures de l'Art. Revue d'études esthétiques, no 14 « La désinvolture de l'art »,‎ 2008, p. 203-225 (lire en ligne)